# スティーブン・ダービー
スティーブン・マーク・ダービー（Stephen Mark Darby、1988年10月6日 - ）は、イングランド・リヴァプール出身の元プロサッカー選手。ポジションは、ディフェンダー。

## 経歴

### クラブ
地元クラブのリヴァプールFCでプロキャリアをスタート。しかし出場機会はなくレンタルで下位クラブを転々とした。
2017年7月、ボルトン・ワンダラーズFCと2年契約を結んだ。
2018年9月、運動ニューロン病により現役を引退すると発表した。

### 代表
2007年5月に行われたUEFA U-19欧州選手権の予選に出場した。